# Entelecara obscura
Entelecara obscura là một loài nhện trong họ Linyphiidae.
Loài này thuộc chi Entelecara. Entelecara obscura được František Miller miêu tả năm 1971.